# Girolamo Mirola
Girolamo Mirola (Bologna, 1530 – Parma, 1570) è stato un pittore italiano.

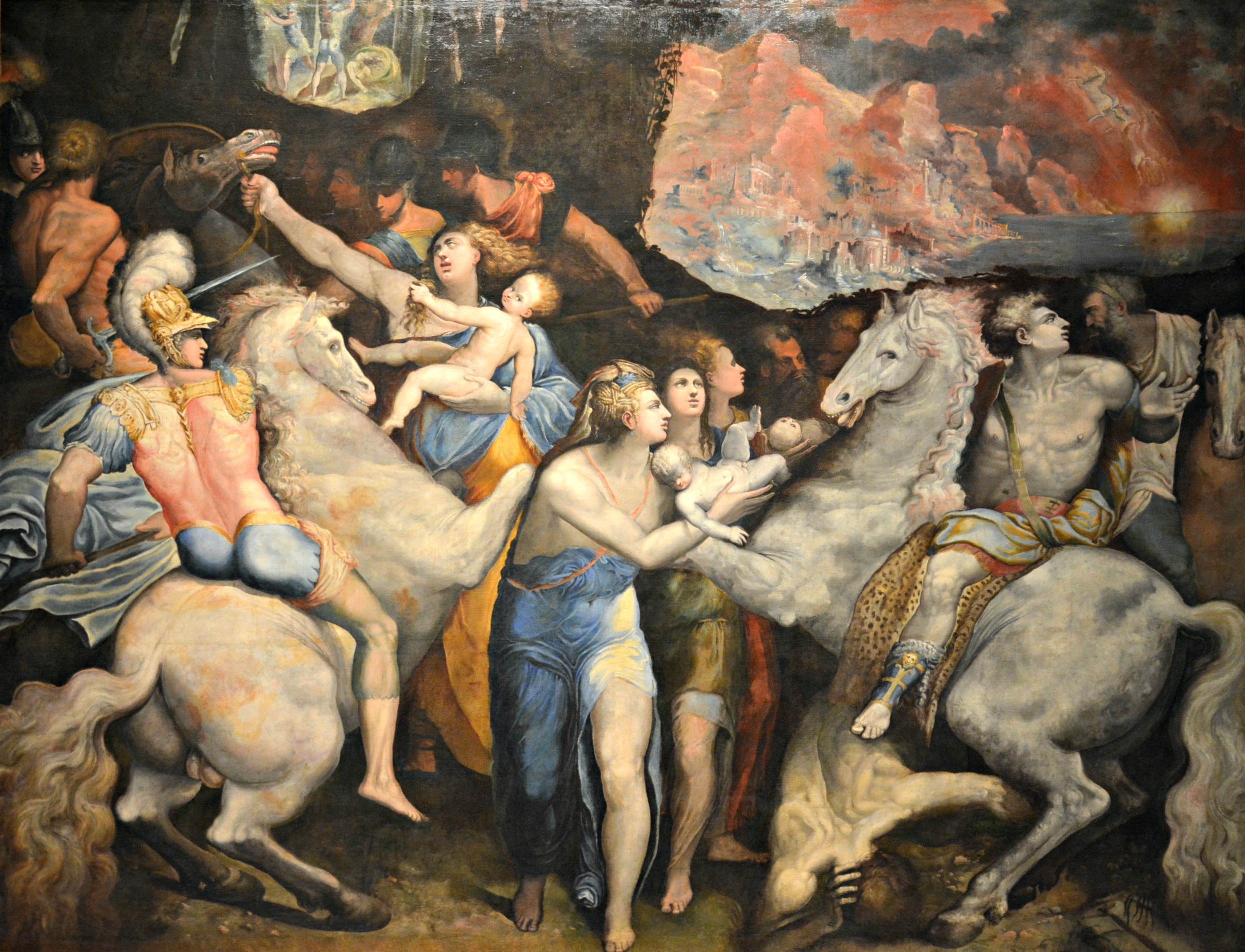
Intervento delle Sabine nella lotta tra Romani e Sabini, (anno?)

A partire dal 1564 operò nella realizzazione degli affreschi del Palazzo del Giardino di Parma alle dipendenze del duca Ottavio Farnese, signore di Parma e Piacenza, e coadiuvato dal più giovane Jacopo Zanguidi, detto il Bertoja.

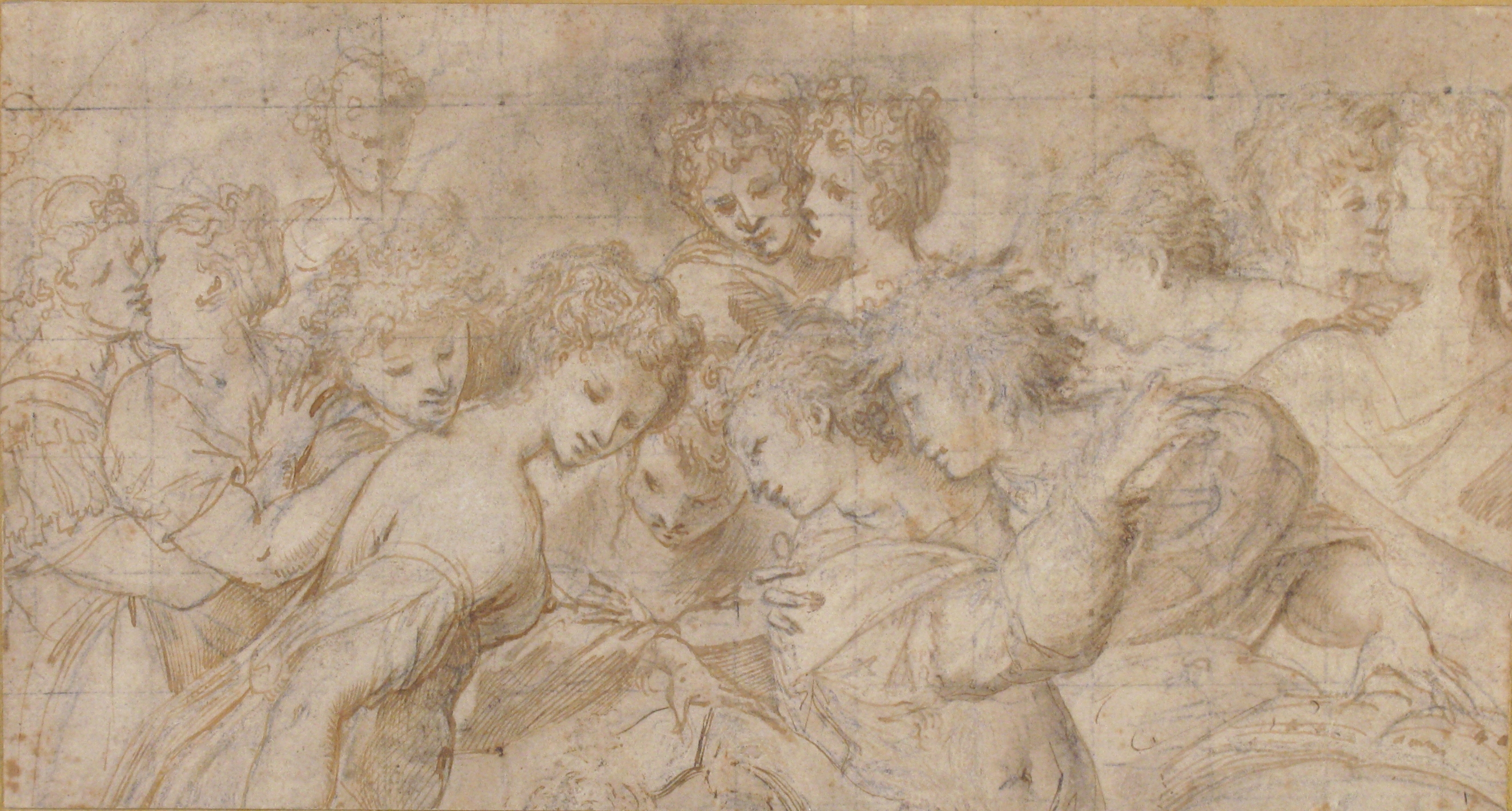